# Julia Lester

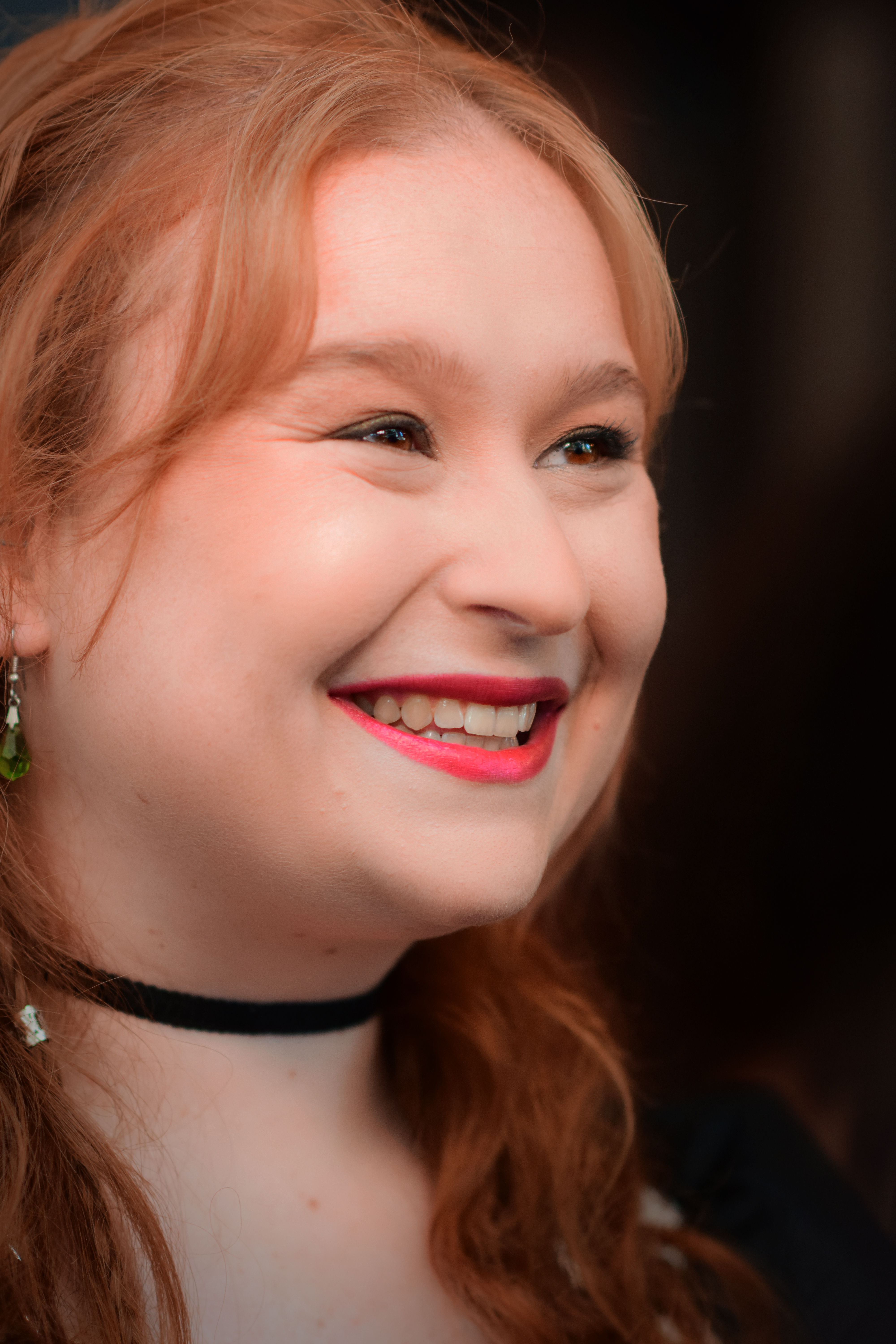
Julia Lester, 2022

Julia Rose Lester (* 28. Januar 2000 in Los Angeles, Kalifornien) ist eine US-amerikanische Schauspielerin. Bekanntheit erlangte sie durch ihre Rolle als Ashlyn Caswell in der Disney+-Serie High School Musical: Das Musical: Die Serie.

## Leben
Lester wurde in Los Angeles geboren und hat zwei ältere Schwestern, die, ebenso wie ihr Vater Loren Lester, ebenfalls in Film und Fernsehen aktiv sind. Ihr Großvater war zudem der Schauspieler Peter Mark Richman.
Lester besuchte die Calabasas High School und besucht aktuell eine Universität. Sie ist jüdischem Glaubens.
Seit 2019 spielt Lester die Rolle der Ashlyn Caswell in der Disney+-Serie High School Musical: Das Musical: Die Serie und erlangte dadurch größere Bekanntheit.

## Filmografie
- 2009: The One Who Got Away
- 2014: Neckpee Island
- 2016: Bella and the Bulldogs (Fernsehserie, 1 Episode)
- 2017: Spirit: wild und frei (Synchronstimme, 5 Episoden)
- 2017: Mom (Fernsehserie, 3 Episoden)
- 2017–2018: Mr. Student Body President (Fernsehserie, 14 Episoden)
- 2018: Die Thundermans (Fernsehserie, 1 Episode)
- 2018–2019: Prinz von Peoria (Fernsehserie, 2 Episoden)
- 2019: Game Shakers – Jetzt geht’s App (Fernsehserie, 1 Episode)
- 2019–2023: High School Musical: Das Musical: Die Serie (Fernsehserie, 13 Episoden)
- 2020: Annie Minerals, Teen Therapist
- 2024: Prom Dates

### Theater
- 2017: Joseph and the Amazing Technicolor Dreamcoat
- 2018: Into the Woods
- 2018: Next to Normal
- 2018: Calvin Berger